# Haradzisjtja (ort i Belarus, Minsk voblast)
Haradzisjtja (belarusiska: Гарадзішча) är ett samhälle i Belarus. Den ligger i voblasten Minsks voblast, i den centrala delen av landet, 20 km nordost om huvudstaden Minsk. Haradzisjtja ligger 218 meter över havet och antalet invånare är 920.

## Natur och klimat
Terrängen runt Haradzisjtja är platt, och sluttar österut. Närmaste större samhälle är Kalodzisjtjy, 5,7 km sydväst om Haradzisjtja.
I omgivningarna runt Haradzisjtja växer i huvudsak blandskog. Runt Haradzisjtja är det ganska tätbefolkat, med 120 invånare per kvadratkilometer.